# Remparts de Lorient
Les remparts de Lorient sont une série de fortifications construites autour de la ville de Lorient en France à partir de 1744, et détruites en 1934

## Histoire
- 1692 : premier projet de remparts
- 7 juin 1744 : pose de la première pierre.
- 1746 : la ville connait son premier siège, attaque anglaise sur la ville.
- 1902 : déclassement des fortifications
- 1934 : fin de démolition

## Architecture
Les remparts comptent deux portes, celle du Morbihan située au bout de l'actuelle cours de Chazelles, et celle de Plœmeur située à l'emplacement de l'actuelle place Aristide-Briand.

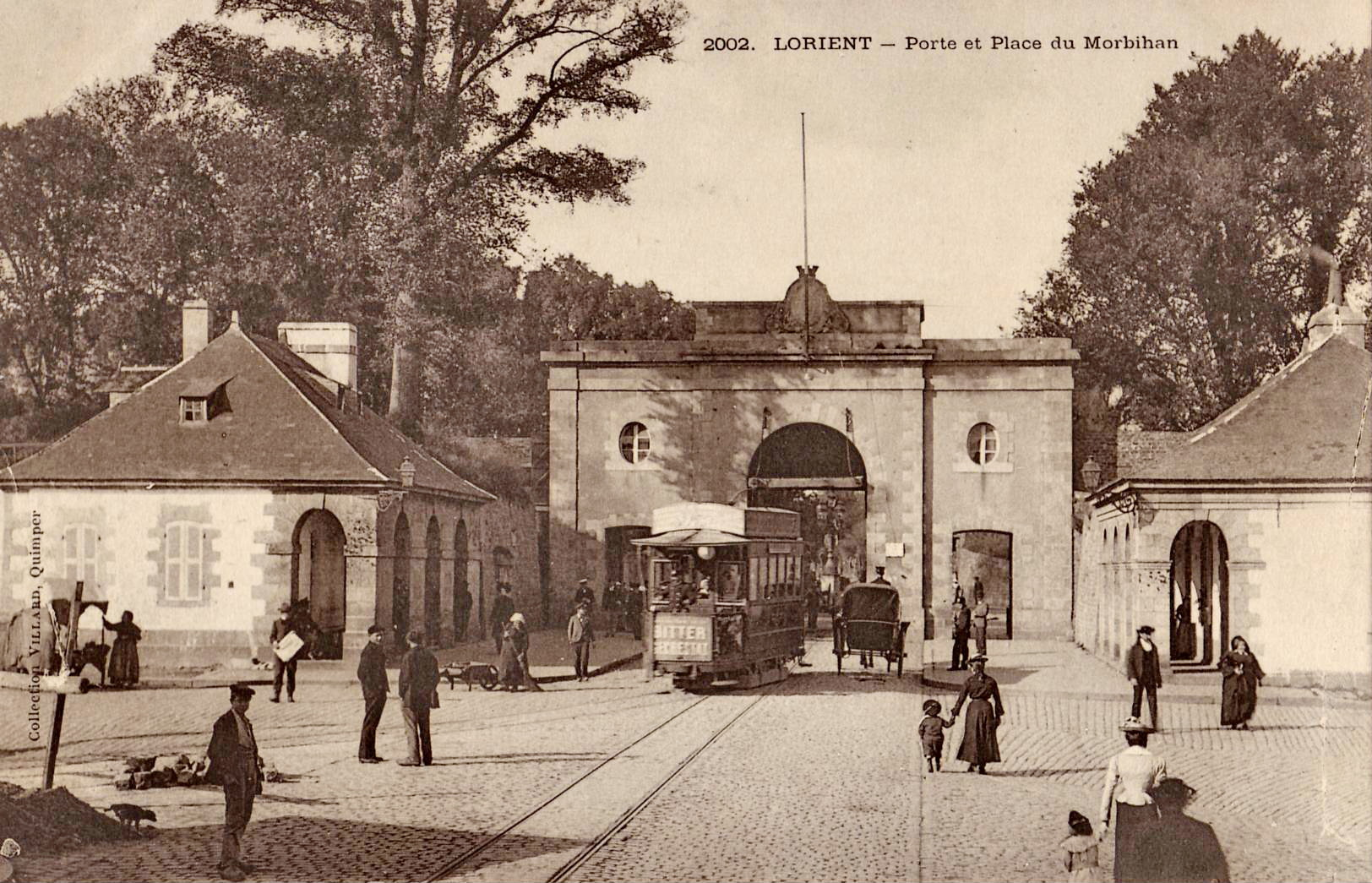
La porte du Morbihan, au début du XXe siècle.
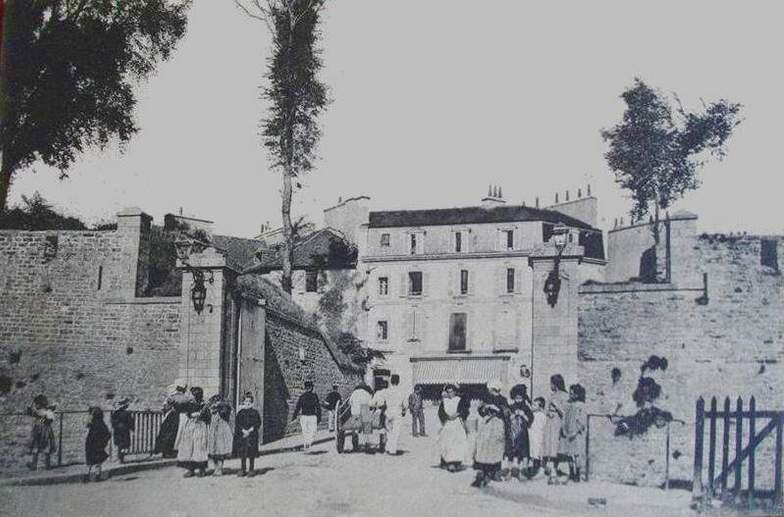
La porte de Plœmeur, fin du XIXe siècle.